# Diocèse de Novare
Le diocèse de Novare (en latin : Dioecesis Novariensis ; en italien : Diocesi di Novara) est un diocèse de l'Église catholique en Italie, suffragant de l'archidiocèse de Verceil et appartenant à la région ecclésiastique du Piémont.

## Territoire
Il est situé sur trois provinces. Le nord du diocèse est dans la province du Verbano-Cusio-Ossola. L'autre partie du diocèse est dans les provinces de Novare et Verceil avec le reste de ces provinces dans l'archidiocèse de Verceil. Il est le plus grand diocèse du Piémont et le deuxième en nombre de paroisses, après l'archidiocèse de Turin.
Le diocèse s'étend sur 4 283 km2 couvrant 346 paroisses regroupées en 6 archidiaconés. L'évêché est à Novare avec la cathédrale de l'Assomption. Dans la même ville la basilique Saint Gaudence conserve les reliques des saints Gaudence et Adalgis. 
Sur son territoire se trouve quatre des neuf Sacri Monti du Piémont et de Lombardie inscrit au patrimoine mondial : Varallo, Orta, Ghiffa et Domodossola. 
Le diocèse compte 6 basiliques, en plus de Saint Gaudence et Varallo déjà citée plus haut, on trouve San Giulio située dans l'île Saint-Jules sur le lac d'Orta qui possède les reliques de saint Jules d'Orta ; San Vittore (it) à Verbania sur le bord du lac Majeur ; Saint-Crucifix à Boca et Madonna del Sangue à Re où une image de la Vierge aurait saignée en 1494.
D'autres saints et bienheureux sont l'objet de pèlerinage : saint Julien d'Orta à Gozzano ; la bienheureuse Panacée à Ghemme, le bienheureux Pacifique Ramati à Cerano et Antoine Rosmini à Stresa.

Localisation du diocèse de Novare.

## Historique
Le diocèse est érigé en 398 comme siège suffragant de l'archidiocèse de Milan. Le premier évêque est saint Gaudence, patron du diocèse, consacré par Simplicien ; sa vie est écrite au VIIIe siècle par ordre de l'évêque Léon.
Novare est l'un des rares diocèses italiens dont les diptyques sont conservés avec la chronologie complète des évêques des origines au Moyen Âge. Il y a deux diptyques qui nous sont parvenus, celui de la cathédrale et celui de la basilique de Saint Gaudence. Parmi eux, Simplicien, qui participe au synode provincial de Milan, convoqué par l'archevêque Eusèbe en 451 pour approuver l'ouvrage du pape Léon Ier contre les monophysites.
La première mention du chapitre de la cathédrale remonte au XIe siècle. Il est composé d'un archidiacre, un archiprêtre, un primicerius, un chantre, un grammairien, un prévôt, quatre diacres, dix sous-diacres et onze prêtres. 
Le 17 juillet 1817 le siège de Verceil est élevé au rang d'archidiocèse métropolitain ; le 26 septembre suivant, Novare en devient l'un des suffragants par le bref Cum per Nostras du pape Pie VII. La même année, le diocèse incorpore le nord du haut Verbano, qui appartenait à l'archidiocèse de Milan, et cède la paroisse de Gravellona Lomellina au diocèse de Vigevano. En 1822, il cède les paroisses de Zwischbergen et du Simplon (Valais) dans le diocèse de Sion. 
En 1829, il reprend la paroisse de Gravellona Lomellina du diocèse de Vigevano, abandonnant en échange la paroisse de Sozzago. Le 26 juin 2016, en vertu du décret Quo aptius de la congrégation pour les évêques, il cède à nouveau Gravellona Lomellina à Vigevano en échange de Sozzago, rétablissant la situation d'avant 1829.
Depuis 2007, à la suite de la promulgation du motu proprio Summorum Pontificum, trois prêtres du diocèse commencent à célébrer exclusivement sous la forme tridentine du rite romain. En 2014, Mgr Brambilla organise le XXIe synode diocésain.